# نووه خوینو
نووه خوینو (به لاتین: Nowe Chojno) یک روستا در لهستان است که در گمینا شدلیشچه واقع شده‌است.